# Werner Kiem
Werner Kiem (* 30. November 1962) ist ein früherer italienischer Biathlet und heutiger Sportfunktionär.
Werner Kiem nahm seit der ersten Hälfte der 1980er Jahre an Wettbewerben des Biathlon-Weltcups an. Erste Punkte sammelte er 1985 als 22. eines Einzels in Lahti. Wenig später lief er als Sprint-19. erstmals unter die besten 20. Bei den Biathlon-Weltmeisterschaften 1985 in Ruhpolding erreichte er den 30. Rang im Einzel und wurde 34. im Sprint. 1986 erreichte er bei der WM am Holmenkollen in Oslo als Fünftplatzierter sein bestes Ergebnis in einem Einzelrennen. Zudem gewann er mit Gottlieb Taschler, Johann Passler und Andreas Zingerle Bronze im Staffelrennen. Die Biathlon-Weltmeisterschaften 1987 in Lake Placid beendete er als 20. des Einzels. Sehr erfolgreich verliefen die Olympischen Winterspiele 1988 in Calgary für den Italiener. Im Einzel erreichte er zwar nur Platz 43, gemeinsam mit Taschler, Passler und Zingerle gewann er als Startläufer der Staffel die Bronzemedaille. Erneut ein gutes Resultat erreichte Kiem bei den Biathlon-Weltmeisterschaften 1989 in Feistritz gemeinsam mit Wilfried Pallhuber, Simon Demetz und Hubert Leitgeb als Vierter im Mannschaftsrennen. 1989 beendete er seine Karriere.
Gegenwärtig ist Kiem Präsident des ASV Latsch Raiffeisen (früher ebenfalls Präsident und Vizepräsident der Fédération Internationale de Luge de Course.) In seiner Funktion als Präsident des Organisationskomitees war er unter anderem für die Organisation der Naturbahnrodel-Weltmeisterschaft 2005 in Latsch verantwortlich.
Darüber hinaus ist er Besitzer des Landhotels Latscherhof und Organisator der Skitestwoche in Sulden am Ortler für das deutsche SKI Magazin.

## Biathlon-Weltcup-Platzierungen
Die Tabelle zeigt alle Platzierungen (je nach Austragungsjahr einschließlich Olympische Spiele und Weltmeisterschaften).
- 1.–3. Platz: Anzahl der Podiumsplatzierungen
- Top 10: Anzahl der Platzierungen unter den ersten zehn (einschließlich Podium)
- Punkteränge: Anzahl der Platzierungen innerhalb der Punkteränge (einschließlich Podium und Top 10)
- Starts: Anzahl gelaufener Rennen in der jeweiligen Disziplin

| Platzierung | Einzel | Sprint | Verfolgung | Massenstart | Team | Staffel | Gesamt |
| ----------- | ------ | ------ | ---------- | ----------- | ---- | ------- | ------ |
| 1. Platz    |        |        |            |             |      |         |        |
| 2. Platz    |        |        |            |             |      |         |        |
| 3. Platz    |        |        |            |             |      | 2       | 2      |
| Top 10      | 2      | 1      |            |             | 1    | 3       | 7      |
| Punkteränge | 8      | 3      |            |             | 1    | 3       | 15     |
| Starts      | 17     | 13     |            |             | 1    | 3       | 34     |

(Daten nicht komplett)